# Anne-Ruth Wertheim
Anne-Ruth Wertheim (Batavia, 25 oktober 1934) is een Nederlands biologiedocent, educatief ontwikkelaar, publicist en activist. Ze is vooral bekend als medegrondlegger van het Open Projectonderwijs en vanwege haar onderzoek naar de mechanismen van racisme en uitsluiting. Haar werk is sterk beïnvloed door haar jeugd in een Japans interneringskamp tijdens de Tweede Wereldoorlog en de ervaringen van haar Joodse familie. Wertheim publiceerde tal van opiniestukken, essays en boeken over racisme, identiteit en koloniale geschiedenis. Bij de Tweede Kamerverkiezingen van 2017 stond Wertheim als lijstduwer op de kandidatenlijst van Artikel 1, de partij die later verderging als BIJ1.

## Levensloop

### Jeugd en opleiding
Wertheim werd in 1934 geboren in Batavia (het huidige Jakarta) in Nederlands-Indië. Haar vader was de socioloog Wim Wertheim (1907-1998) en haar moeder Hetty Wertheim-Gijse Weenink (1903-1988). Wertheim groeide met haar oudere zus Marijke en haar broertje Hugo op in een welgesteld koloniaal milieu. Zij hadden Indonesische bedienden en een hiërarchisch wereldbeeld waarin witte Nederlanders bovenaan stonden. 
De ouders van Wertheims vader waren van oorsprong Joden. Ze deden echter niets met het geloof en waren remonstrants geworden om te assimileren. In 1917 vluchtten zij uit Rusland en in 1933 uit Duitsland, vanwege het opkomende antisemitisme. Op 15 mei 1940 pleegden Wertheims grootouders zelfmoord, waarschijnlijk vanwege het dreigende lot van Joden onder het naziregime.
Wertheim wist niets van haar Joodse afkomst. In 1942, toen zij zeven jaar oud was, werd Nederlands-Indië bezet door Japan en werd zij samen met haar moeder, zus en broertje geïnterneerd in een kamp. Als half-Joodse kinderen dreigden zij later in de oorlog te worden overgebracht naar een speciaal joods kamp. Haar moeder deed zich daarom voor als Joods om bij haar kinderen te mogen blijven. Vanwege zijn beroep als hoogleraar aan de Universiteit van Batavia, zat vader in de zogenaamde prominentenbarak, waar hij de oorlog overleefde. Na de oorlog hoorde het gezin dat bijna de gehele Joodse familie van vaderszijde in Europa was omgebracht. Deze ervaringen speelden een belangrijke rol in Wertheims latere reflecties op macht, uitsluiting en racisme.
Van 1947 tot 1953 volgde Wertheim onderwijs aan het Montessori Lyceum Amsterdam, waar ze veel eigen verantwoordelijkheid kreeg. Ze was actief in de Nederlandse Jeugdbond voor Natuurstudie (NJN). In 1953 begon ze aan een studie biologie aan de Universiteit van Amsterdam.

### Werk en activisme

#### Onderwijs en opvoeding
In 1964 woonde Wertheim met haar gezin een jaar in Berkeley (Verenigde Staten), waar ze betrokken raakte bij vernieuwende opvoedingsmethoden. Zij nam samen met haar oudste dochter deel aan een zogenaamde Parent Cooperative Nursery School. Terug in Nederland richtte ze in 1965 in Wageningen samen met andere ouders de eerste peuterspeelzaal van Nederland op. Kinderen van anderhalf tot vier jaar konden zich hier samen spelenderwijs ontwikkelen. De openingstijden werden bewust ruim gehouden, zodat beide ouders in deeltijd konden werken en de opvoedingstaken gelijk konden verdelen.
Van 1967 tot 1984 gaf Wertheim biologieles aan het Wagenings Lyceum. Samen met collega’s en cultureel antropoloog Theo Jansen van de Katholieke Universiteit Nijmegen, ontwikkelde zij alternatieven voor traditioneel en selecterend onderwijs. Zij werkte mee aan de opzet van het Open Projectonderwijs, een vernieuwende onderwijsvorm vanuit de kritische pedagogiek, waarin leerlingen zelfstandig onderzoek deden en samenwerkten in gelijkwaardige groepen. De projecten vormden een aanleiding om machtsverhoudingen bespreekbaar te maken: tussen leerlingen onderling, tussen leerlingen en docenten, en in de samenleving. De docenten leerden actief met de leerlingen mee en reflecteerden op hun eigen rol. Zo droegen zij bij aan de ontwikkeling van een kritisch bewustzijn, waarin persoonlijke ervaringen verbonden werden met structurele maatschappelijke kwesties, zoals onrecht, afhankelijkheid en uitsluiting. Het onderwijsconcept, geschikt bevonden voor zowel vwo als mavo/vmbo, kreeg nooit structurele inbedding. Dit kwam mede door het politieke klimaat waarin het werk werd geframed als ‘linkse indoctrinatie’. In recente jaren is er vanuit de kritische pedagogiek opnieuw belangstelling voor dit soort alternatieve onderwijsconcepten, waarmee Wertheims visie opnieuw actuele relevantie krijgt.
Vanaf 1984 werkte Wertheim in diverse educatieve projecten gericht op jongeren en volwassenen. De nadruk lag op het verbinden van verstandelijke en emotionele processen in leertrajecten over mondiale vraagstukken, vrede en vooral racisme.

#### Racismeonderzoek
Ze zette haar onderzoek naar racisme voort, voortbouwend op het werk van haar vader Wim Wertheim. Hij onderscheidde twee vormen van racisme: uitbuitingsracisme (gebaseerd op minachting en superioriteitsgevoelens) en concurrentieracisme (gebaseerd op afgunst, wantrouwen en angst). Wertheim werkte dit onderscheid verder uit en ontwikkelde een raamwerk waarin de bevolkingsgroepen waarop het racisme gericht is, de bijbehorende vooroordelen, drijfveren en vormen van geweld centraal staan. Uitbuitingsracisme is gericht op onderdrukking en inschikkelijkheid, concurrentieracisme op uitsluiting en verdrijving.
Zij nam waar dat beide vormen naast elkaar bestaan, maar constateerde vanaf de jaren negentig een verschuiving: waar eerst vooral uitbuitingsracisme overheerste, groeide onder invloed van emancipatie en economische participatie van minderheden het concurrentieracisme. Vooral moslims en andere niet-westerse migranten werden volgens Wertheim doelwit van dit type racisme. Ze waarschuwde dat deze ontwikkeling de kans op massaal geweld vergroot.

## Publicaties en politiek
Wertheim heeft een uitgebreid publicistisch oeuvre opgebouwd over thema’s als onderwijsvernieuwing, racisme, identiteit, media en koloniale geschiedenis. Samen met cultureel antropoloog Theo Jansen publiceerde zij diverse boeken over het door hen ontwikkelde Open Projectonderwijs, waaronder Projectonderwijs, afleren en aanleren (1976), Themakeuze in open projectonderwijs (1981) en Buiten de orde, dilemma’s in de ontwikkeling van projectonderwijs (1984). Daarnaast leverde zij bijdragen aan handboeken over educatie, waaronder De methode voor de verwerking van emotionerende lesinhouden (1991) en schreef zij over interculturele vraagstukken in de basiseducatie en weerbaarheid van meisjes en vrouwen met een handicap.
Vanaf de jaren 2000 publiceerde Wertheim regelmatig opiniestukken in onder andere NRC Handelsblad, De Volkskrant, Trouw, Joop.nl, De Groene Amsterdammer en op het weblog van Anja Meulenbelt. In deze artikelen werkte zij haar onderscheid tussen uitbuitingsracisme en concurrentieracisme verder uit, en verbond zij dit met actuele thema’s als islamofobie, populisme en maatschappelijke tweedeling. Bekende titels zijn onder meer Als we niet oppassen, zal onze angst voor de immigrant uitmonden in massaal racistisch geweld (2004), Het racisme verandert van karakter (2005), Het ene racisme is het andere niet (2008) en Wilders' dodelijke woorden (2009). Sommige stukken, zoals haar artikel over Geert Wilders, werden ingebracht in rechtszaken en uitgebreid besproken in het publieke debat.
Wertheim schreef ook autobiografisch werk waarin persoonlijke ervaringen worden verbonden met bredere maatschappelijke ontwikkelingen. Haar boek De gans eet het brood van de eenden op (1994), over haar jeugd in een Japans interneringskamp in Nederlands-Indië, werd vertaald in meerdere talen en bewerkt tot een gesproken video. In De poster met de blauwe ogen (2021) verzamelde zij getuigenissen over hedendaags racisme. Verder schreef zij onder meer over het koloniale verleden en de positie van Joden in Nederlands-Indië, onder andere in Drie joodse herkomsten (2021) en bijdragen aan De Groene Amsterdammer en het Indonesische tijdschrift Historia.
Bij de Tweede Kamerverkiezingen van 2017 stond Wertheim als lijstduwer op plaats 17 van de kandidatenlijst van Artikel 1, de partij die eind 2016 was opgericht door Sylvana Simons en later werd voortgezet onder de naam BIJ1.

## Persoonlijk
Wertheim trouwde op 26 oktober 1957 in Amsterdam met hoogleraar biologie Ab van Kammen (1932–2023). Haar gehuwde naam was Van Kammen-Wertheim, een naam waaronder zij verschillende werken publiceerde. Het paar verhuisde naar Wageningen en kreeg drie dochters. In 1964 woonde het gezin in Berkeley en in de jaren 1980 gingen Wertheim en haar man uit elkaar. Later kreeg Wertheim een relatie met socioloog en historisch antropoloog Rudi Künzel (1939-), met wie zij naar Amsterdam verhuisde. Samen hebben zij negen kleinkinderen. Rond 60-jarige leeftijd begon Wertheim met beeldhouwen in harde steen.

### Boeken
- 1976 - Projectonderwijs, afleren en aanleren (met Theo Jansen) ISBN 902317111X
- 1981 - Themakeuze in open projectonderwijs (met Theo Jansen) ISBN 9023171233
- 1984 - Buiten de orde, dilemma’s in de ontwikkeling van projectonderwijs (met Theo Jansen) ISBN 9061682223
- 1991 - De methode voor de verwerking van emotionerende lesinhouden (hoofdstuk in Leren en Leven met groepen)
- 1993 - Weerbaarheid van vrouwen en meiden met een handicap (met Lydia Zijdel & Lieke Ruijgers) ISBN 9052505497
- 1993 - Schurende Culturen, een kwalitatief onderzoek naar hoe er in de Basiseducatie wordt omgegaan met interculturele vraagstukken (1993)
- 1994 - De gans eet het brood van de eenden op, mijn kindertijd in een Jappenkamp op Java ISBN 9789080195417
- 2017 - Artikel 1 (met Sylvana Simons, Glenn Helberg, Ian van der Kooye, Anja Meulenbelt en Simone van Saarloos) ISBN 9789054294542
- 2020 - Denkbeelden / Impressions in Stone
- 2021 - Drie joodse herkomsten, Heijermans’ Ghetto, in 1906 opgevoerd in Odessa (met Rudi Künzel) ISBN 9789087048921 Uitgeverij Verloren
- 2021 - De poster met de blauwe ogen, getuigenissen tegen rassenwaan (2021) ISBN 9789492734136 Starfish Books

### Publicaties
Anne-Ruth Wertheim schreef tal van opiniestukken en essays over racisme, identiteit, media en koloniale geschiedenis. Een selectie:
- 1992–1994 – Grondslagen van mondiale vorming in de basiseducatie en De praktijk van mondiale vorming in de basiseducatie. Vorming, Vaktijdschrift voor Volwasseneneducatie.
- 2004 – Als we niet oppassen, zal onze angst voor de immigrant uitmonden in massaal racistisch geweld, in NRC Handelsblad, 19 juni 2004.[10]
- 2005 – De media en de tweedeling in de maatschappij, weblog van Anja Meulenbelt,19 maart 2005.[11]
- 2006 – Identiteit? Wij allen zijn combi’s!, De Volkskrant, 4 februari 2006.[12]
- 2008 – Het ene racisme is het andere niet, Trouw, 19 maart 2008.[13]
- 2009 – Wilders’ dodelijke woorden, De Volkskrant, 23 januari 2009.[14]
- 2013 – De economie van racisme, Joop.nl, 15 mei 2013.[15]
- 2015 – De overeenkomsten en verschillen tussen islamofobie en antisemitisme, Republiek Allochtonië, 29 mei 2015.[16]
- 2017 – Onverklaarbare geluiden drongen ons Jappenkamp binnen, De Groene Amsterdammer, 18 augustus 2017.[17]
- 2019 – Hugo speelt met Ronnie, een briefkaart uit een joods Jappenkamp, De Groene Amsterdammer, 15 augustus 2019.[18]
- 2020 – Een atoombom niet groter dan een potlood, De Groene Amsterdammer. 6 augustus 2020.[19]
- 2023 – When Politicians get involved in Science: The marble statue of Gregor Mendel, Folia Mendeliana, uitgegeven door het Mendel Museum in Brno.[20]
- 2025 - Ik mocht geen verband leggen tussen de Jappenkampen en Gaza, Joop.nl, 30 juli 2025.[21]